# Le Dourn
Le Dourn – miejscowość i gmina we Francji, w regionie Oksytania, w departamencie Tarn.
Według danych na rok 1990 gminę zamieszkiwało 129 osób, a gęstość zaludnienia wynosiła 14 osób/km² (wśród 3020 gmin regionu Midi-Pireneje Le Dourn plasuje się na 934. miejscu pod względem liczby ludności, natomiast pod względem powierzchni na miejscu 1151.).